# فيليكس ريوز
فيليكس ريوز (بالإسبانية: Félix Ruiz Gabari)‏ ، من مواليد 14 يوليو 1940 ، لاعب كرة قدم إسباني سابق.
لعب مع منتخب إسبانيا لكرة القدم.
توفي في 11 فبراير 1993.

## وصلات خارجية
- فيليكس ريوز على موقع الاتحاد الأوربي (الإنجليزية)
- فيليكس ريوز على موقع قاعدة بيانات كرة القدم.إي يو (الإنجليزية)
- فيليكس ريوز على موقع ناشيونال فوتبول تيمز (الإنجليزية)